# Ciornîkiv, Volodîmîr-Volînskîi
Ciornîkiv (în ucraineană Чорників) este un sat în comuna Ludîn din raionul Volodîmîr-Volînskîi, regiunea Volînia, Ucraina.

## Demografie
Componența lingvistică a localității Ciornîkiv
     Ucraineană (99,51%)
     Alte limbi (0,49%)
Conform recensământului din 2001, majoritatea populației localității Ciornîkiv era vorbitoare de ucraineană (99,51%), existând în minoritate și vorbitori de alte limbi.